# Anthidium
Anthidium ist eine Gattung von Bienen aus der Familie der Megachilidae. Die Gattung ist auf allen Kontinenten (außer Australien und der indomalayischen Tropen) verbreitet. Es sind etwa 120 Arten bekannt. In Mitteleuropa kommen neun Arten von Anthidium vor.
Auf Deutsch werden diese Bienen meist Wollbienen genannt, aber der deutsche Name ist nicht auf diese Gattung beschränkt.

## Morphologie
Die Bienen der Gattung Anthidium sind relativ groß, mit etwa 6 bis 18 mm Länge. Sie haben einen schwarzen Körper mit auffälliger gelber Zeichnung. Die Oberseite des Hinterkörpers ist kaum behaart. Bei den Weibchen ist die Bauchseite hell behaart, damit sammeln die Weibchen den Pollen (Bauchsammler). Auch der Clypeus ist dicht behaart. Die Vorderflügel haben zwei Diskoidalzellen. Bei den Männchen sind am Hinterleibsende oft Zähne oder Dornen ausgebildet. Die Männchen sind größer als die Weibchen, was für Bienen ungewöhnlich ist.

## Lebensweise
Anthidium Bienen sind solitäre Bienen, die vor allem Pollen von Schmetterlingsblütlern und Lippenblütlern sammeln. Sie fliegen sehr rasant, zum Teil schwebfliegenartig. Die Weibchen nisten in unterschiedlichsten Hohlräumen (unter anderem in der Erde, in Stängeln, in Schneckenhäusern). Sie legen darin Brutzellen an, die sie mit Pflanzenhaaren bilden. Die Pflanzenhaare sind zum Beispiel von Königskerze, Ziest oder Eselsdistel. Manche Arten sammeln Blattstücke und Harz.
Die Männchen beanspruchen Territorien um die Blüten, an denen die Weibchen Pollen sammeln. Diese verteidigen sie im Flug gegen eindringende Insekten mit ihren Dornen am Abdomen. Männchen der eigenen Art werden vertrieben oder es kommt zu einem Kampf. Weibchen werden verfolgt und es kommt zur Kopulation, während das Weibchen an der Blüte sitzt. Männchen und Weibchen kopulieren mehrmals.

## Systematik
Die Gattung Anthidium gehört innerhalb der Unterfamilie Megachilinae zur Tribus Anthidini. Diese Tribus wird nach Michener (2007) in 37 Gattungen unterteilt, darunter die in Mitteleuropa vertretenen Stelis, Trachusa, Anthidiellum, Icteranthidium, Rhodanthidium und Pseudoanthidium. Michener teilt die Gattungen in zwei Gruppen (Serie A und B). Eine neuere phylogenetisch-systematische Untersuchung gliedert die Anthidini in fünf Gattungsgruppen: Tachusa Gruppe (mit Trachusa, Serie A), Anthidium Gruppe (u. a. mit Anthidium und Pseudanthidium), Anthodioctes Gruppe, Dianthidium Gruppe (u. a. mit Anthidiellum, Icteranthidium, Rhodanthidium) und Stelis Gruppe (mit Stelis). Die Anthidium-Gruppe gehört zur Serie B nach Michener, die anderen zur Serie A.
Manche Autoren verwenden jedoch immer noch einen sehr weiten Gattungsbegriff, bei dem die Arten von Trachusa, Pseudanthidium und Anthidiellum zu Anthidium gezählt werden. Zu verschiedenen Synonyma und Gattungskonzepten siehe.
Die Gattung Anthidium wird nach Michener in sieben Untergattungen gegliedert. Die artenreichste davon ist die Untergattung Anthidium s. str. mit 75 Arten und weiter Verbreitung. Die zweitmeisten Arten, nämlich 10 enthält die Untergattung Severanthidium. Diese Untergattung kommt in Afrika südlich der Sahara vor. Die Untergattung Proanthidium mit 8 Arten kommt auch in Europa, Asien und mit A. oblongatum auch eingeschleppt in Nordamerika vor.

## Arten in Mitteleuropa
(nach )
- Anthidium cingulatum (A, CH)
- Anthidium diadema (CH, historische Meldung aus dem Wallis)
- Anthidium florentinum (D, CH)
- Anthidium loti (CH, historischer Nachweis bei Lugano)
- Anthidium manicatum (D, A, CH)
- Anthidium montanum (D, CH)
- Anthidium oblongatum (D, A, CH)
- Anthidium punctatum (D, A, CH)
- Anthidium septemspinosum (D, A, CH)